# Karaops martamarta
Espèce
Karaops martamarta est une espèce d'araignées aranéomorphes de la famille des Selenopidae.

## Distribution
Cette espèce est endémique du Pilbara en Australie-Occidentale,. Elle se rencontre vers Red Hill et les monts Hamersley.

## Description
La femelle holotype mesure 5,90 mm. Le mâle décrit par Crews en 2013 mesure 6,25 mm.

## Publication originale
- Crews & Harvey, 2011 : The spider family Selenopidae (Arachnida, Araneae) in Australasia and the Oriental region. ZooKeys, no 99, p. 1-103 (texte intégral).